# موتور ۲۲ بهمن
موتور ۲۲بهمن روستایی در دهستان ریگ ملک بخش ریگ ملک شهرستان میرجاوه استان سیستان و بلوچستان ایران است.

## جمعیت
بر پایه سرشماری عمومی نفوس و مسکن در سال ۱۳۹۵ جمعیت این مکان ۵۲۰ نفر (۱۱۸خانوار) بوده‌است.